# Fahrbares Unterwerk
Ein fahrbares Unterwerk ist ein auf einem Eisenbahnwagen aufgebautes Unterwerk, das zur kurzfristigen Verstärkung der Stromversorgung von Eisenbahnstrecken eingesetzt werden kann. Voraussetzung für den Einsatz von fahrbaren Unterwerken ist, dass sich eine geeignete Hochspannungsleitung zur Stromentnahme in der Nähe der Eisenbahn befindet. Von einem fahrbaren Unterwerk spricht man in der Regel, wenn der Transformator und ggf. die Umformer fest mit einem Eisenbahnwagen verbunden sind und so die Bestandteile eines Unterwerkes in kurzer Zeit auf der Schiene verschoben werden können.

## Deutschland
Fahrbare Unterwerke (fUW) befinden oder befanden sich in (Uw) Gabelbach [Zusmarshausen] (fUw 32 von 1991 bis 2012-02), Mühlanger, Hünfeld und Singen.
Das fUW in Singen bestand aus 4 mit großen Nummern beschrifteten eher hell lackierten Wagen. Die Wagen 1 bis 3 waren 12-achsig und trugen rotierende Umformer, der Wagen 4 war zweiachsig (Typ „Donnerbüchse“) und als Begleitwagen für den laufenden Betrieb nicht notwendig. Dieses fUW stand am 14. Januar 1995 in Singen und war mit Stand 17. Oktober 2005 schon verschrottet. Ein fUW stand in Jülbek, wurde nach Hamburg gebracht und brannte dort ab.
Die fahrbaren Unterwerke der DB erhielten ab 1. Oktober 1965 papiermäßig die Bauart-Nr. 664. Laut Quelle ist unklar, ob diese Bauartnummer jemals auf den Fahrzeugen angeschrieben war. Die Baujahre reichen zumindest bis 1965 zurück.
Mit Stand 13. Februar 1996 hatte die Deutsche Bahn noch 12 fahrbare Unterwerke im Bestand. 10 Stück 10-MVA-Umspanner mit den Nummern
5, 10, 12, 13, 20, 21, 22, 23, 24, 25 (aus 1965) und zwei 15-MVA-Umspanner: Nr. 31 und 32.
Das fUW Nr. 32 (Baujahr 1978, Stand 1996) in Gabelbach (zu München) hat oder hatte einen Tiefladewagen mit folgenden Daten:
LüP = 24.680 mm, Länge Untergestell = 23.440 mm, Tiefladelänge = 9000 mm, Drehzapfenabstand = 2960 / 2990 mm, Höhe Ladeebene = 800 bzw. 1470 mm, Eigengewicht = 40,5 t, Ladegewicht = 79,5 t, Vmax = 80 km/h.

## Österreich

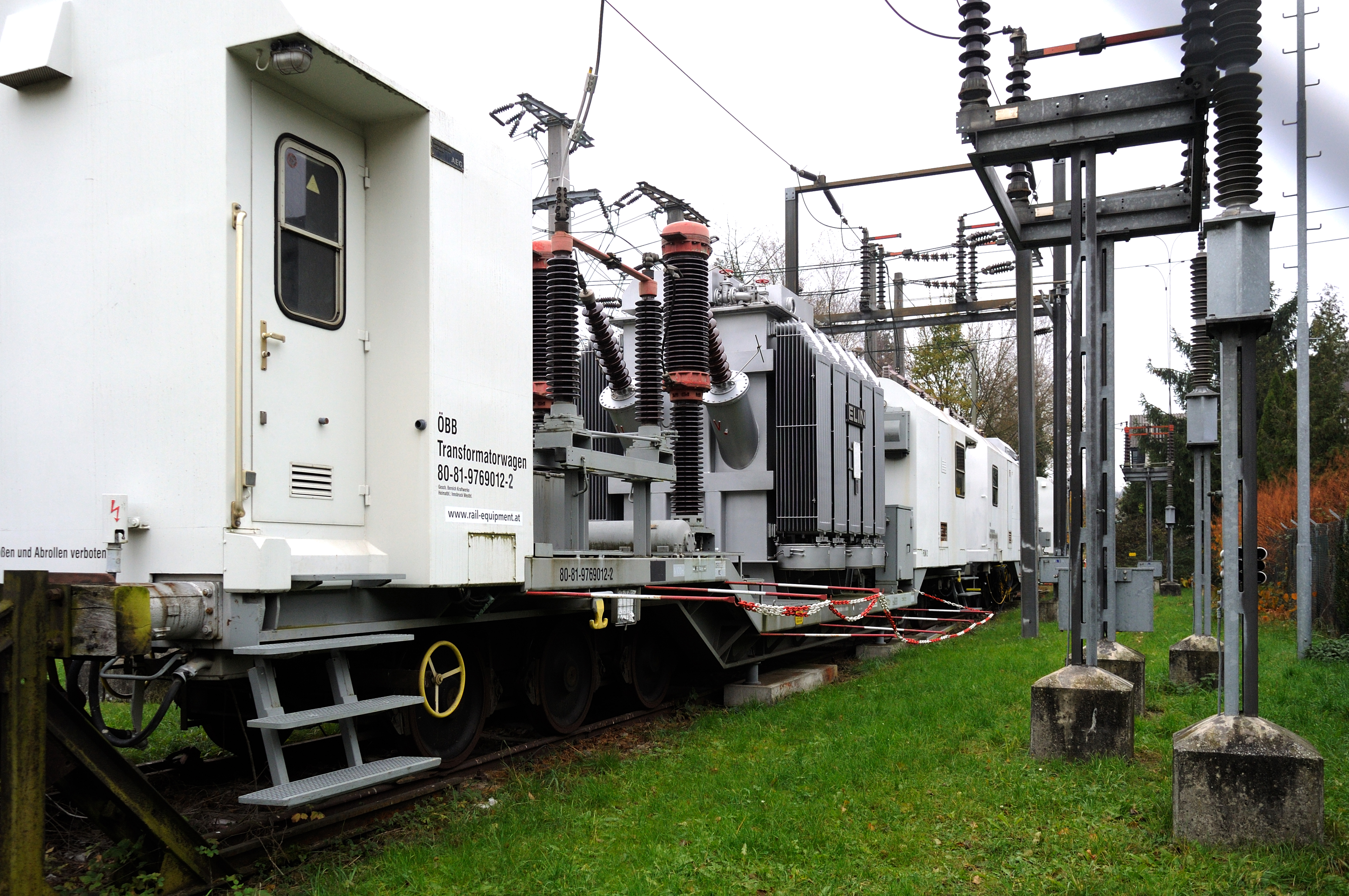
Angeschlossenes fUW 2 am Bahnhof Rekawinkel

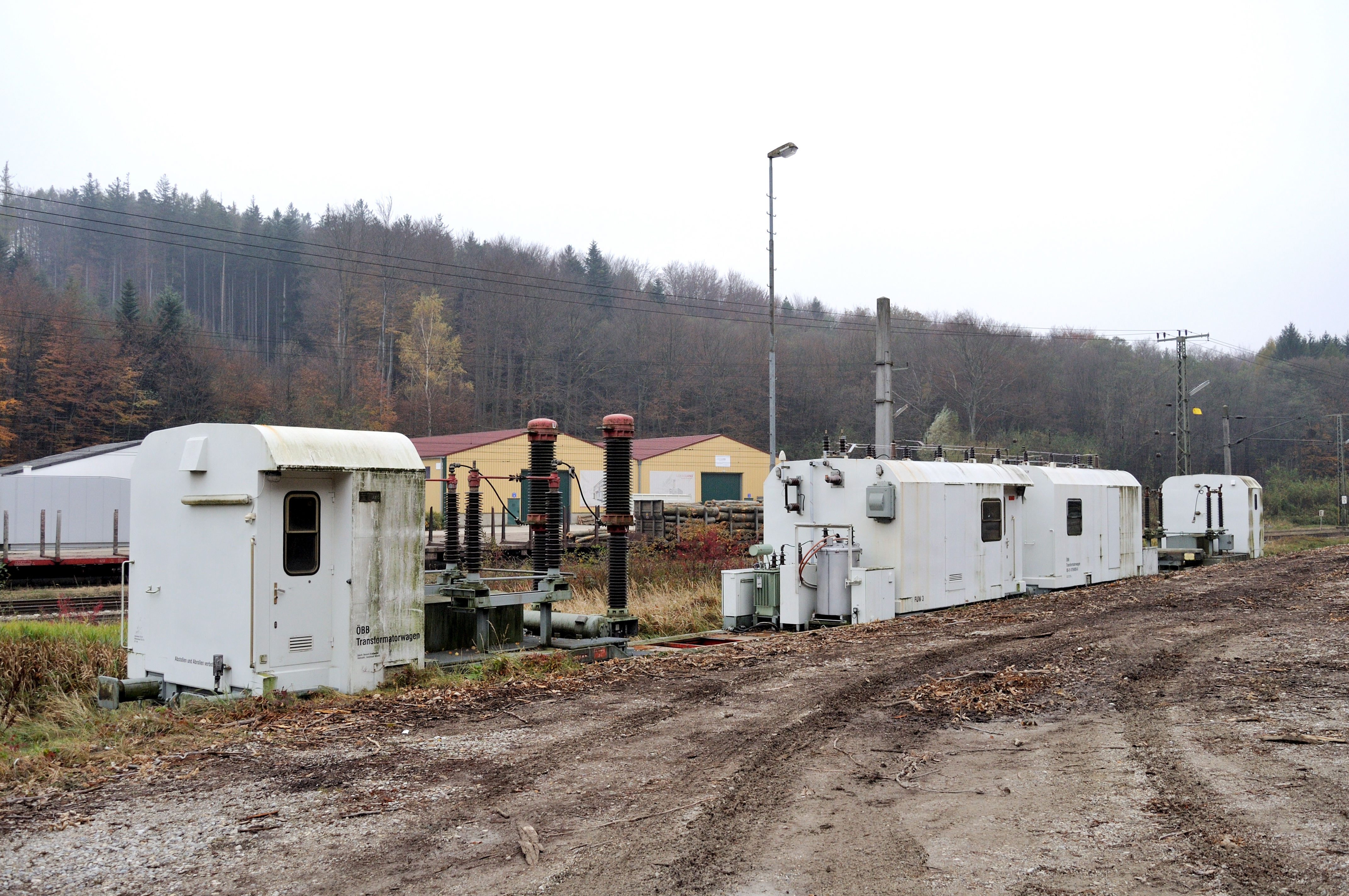
fUW 3 und 4 am Bahnhof Rekawinkel

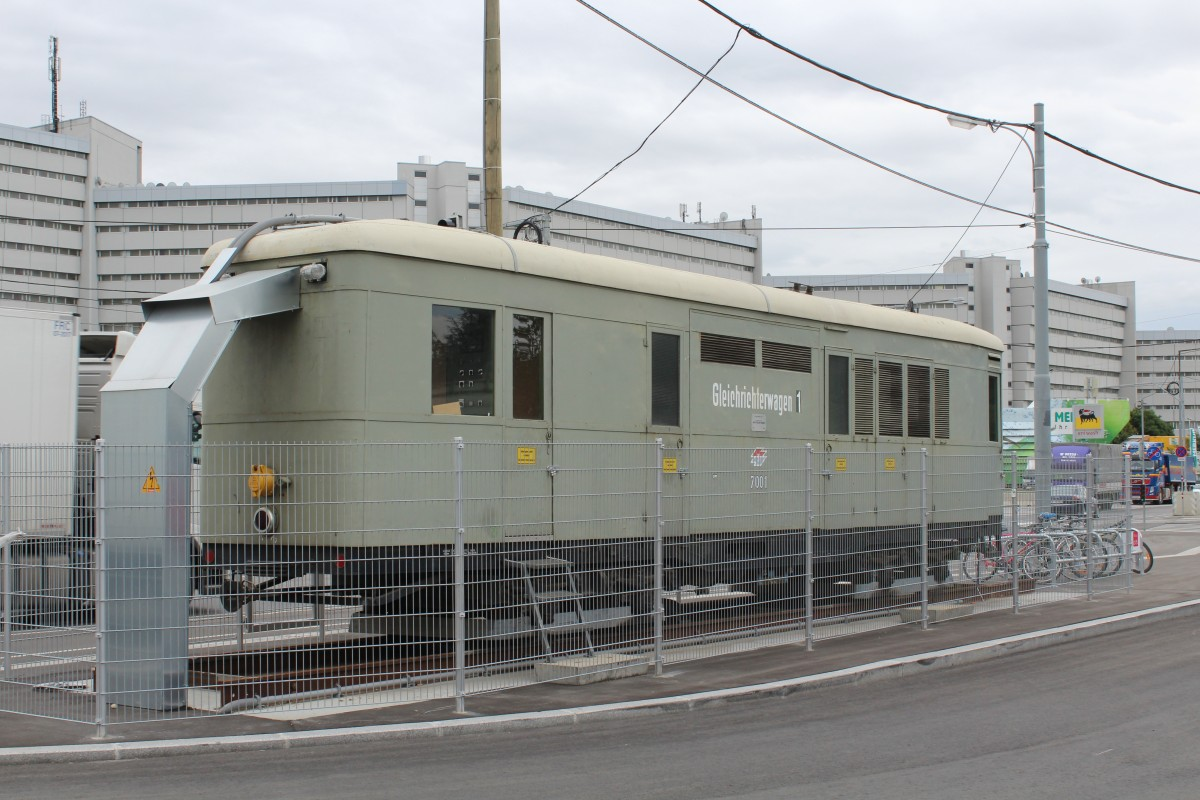
Umformerwagen der Wiener Straßenbahn

In Österreich verfügen die Österreichischen Bundesbahnen (Geschäftsbereich Kraftwerke) über acht fahrbare Unterwerke (fUW), die bei kurzfristigen Stützungs- und Überbrückungsmaßnahmen der Bahnstromversorgung eingesetzt werden. Sie kommen aber auch als Umspannersatz in den stationären Unterwerken bei Revisionen, Störungen oder Umbaumaßnahmen sowie als Langzeitprovisorien bis zur Errichtung von zusätzlichen stationären Zwischenunterwerken (z. B. am Bahnhof Rekawinkel) zum Einsatz.
Die aktuellen fahrbaren Unterwerke wurden in den Jahren 1986 bis 1993 gebaut. Der Tragwagen (Tiefladewagen) wurde in den Jenbacher Werken hergestellt, die Kabinenaufbauten wurden in der Hauptwerkstätte Floridsdorf gefertigt. Zu Beginn verfügte jedes fUW über eine eigene Lackierung, die vom damaligen ÖBB-Designer Wolfgang Valousek entworfen wurde. Heutzutage tragen alle Wagen eine lichtgraue Lackierung und bestehen aus folgenden Komponenten:
- Zweipoliger 110-kV-Eingangstrenner
- Zweipoliger SF6-Leistungsschalter
- 10-MVA-Hauptumspanner (12 MVA bei forcierter Lüftung)
- Zwei einpoligen 15-kV-Fahrlinien-Vakuumschaltern
- Prüfautomatik zur Eingrenzung von Kurzschlussorten im Fahrleitungsnetz

Sämtliche Unterwerke (außer den bahnfernen Standorten Wald am Arlberg und Bergern) verfügen über ein fUW-Aufstellgleis mit 110-/15-kV-Zuspannungsportalen.
| fUW-Nr. | Wagennummer       | Baujahr |
| ------- | ----------------- | ------- |
| 1       | 80 81 976 9 011-4 | 1990    |
| 2       | 80 81 976 9 012-2 | 1993    |
| 3       | 80 81 976 9 006-4 | 1987    |
| 4       | 80 81 976 9 009-8 | 1989    |
| 5       | 80 81 976 9 010-6 | 1989    |
| 6       | 80 81 976 9 005-6 | 1986    |
| 7       | 80 81 976 9 007-2 | 1987    |
| 8       | 80 81 976 9 008-0 | 1986    |

Darüber hinaus existierten beziehungsweise existieren in der Hauptstadt noch die vier Umformerwagen der Wiener Stadt- und Straßenbahn.

## Schweiz

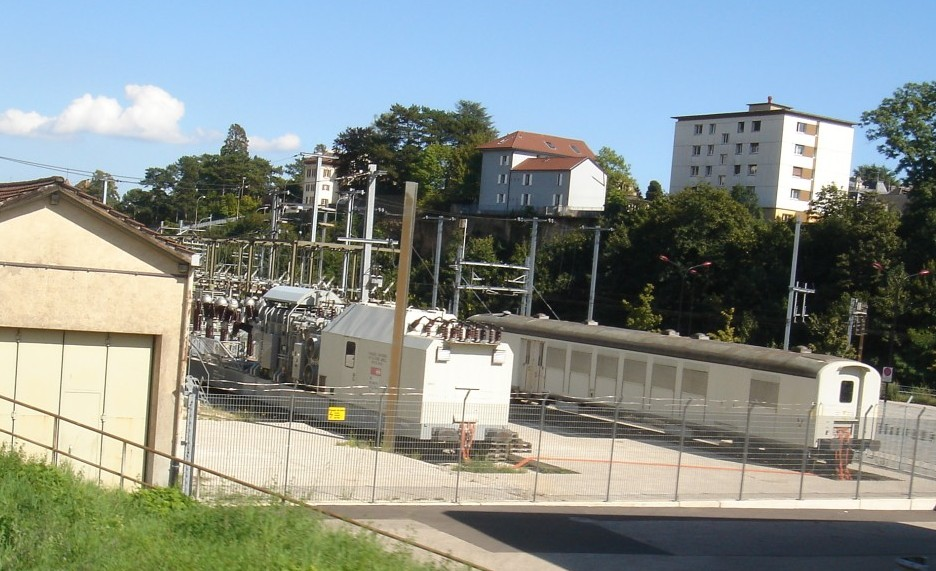
Fahrbares Unterwerk und Kommandowagen der SBB in Neuchâtel-Serrières

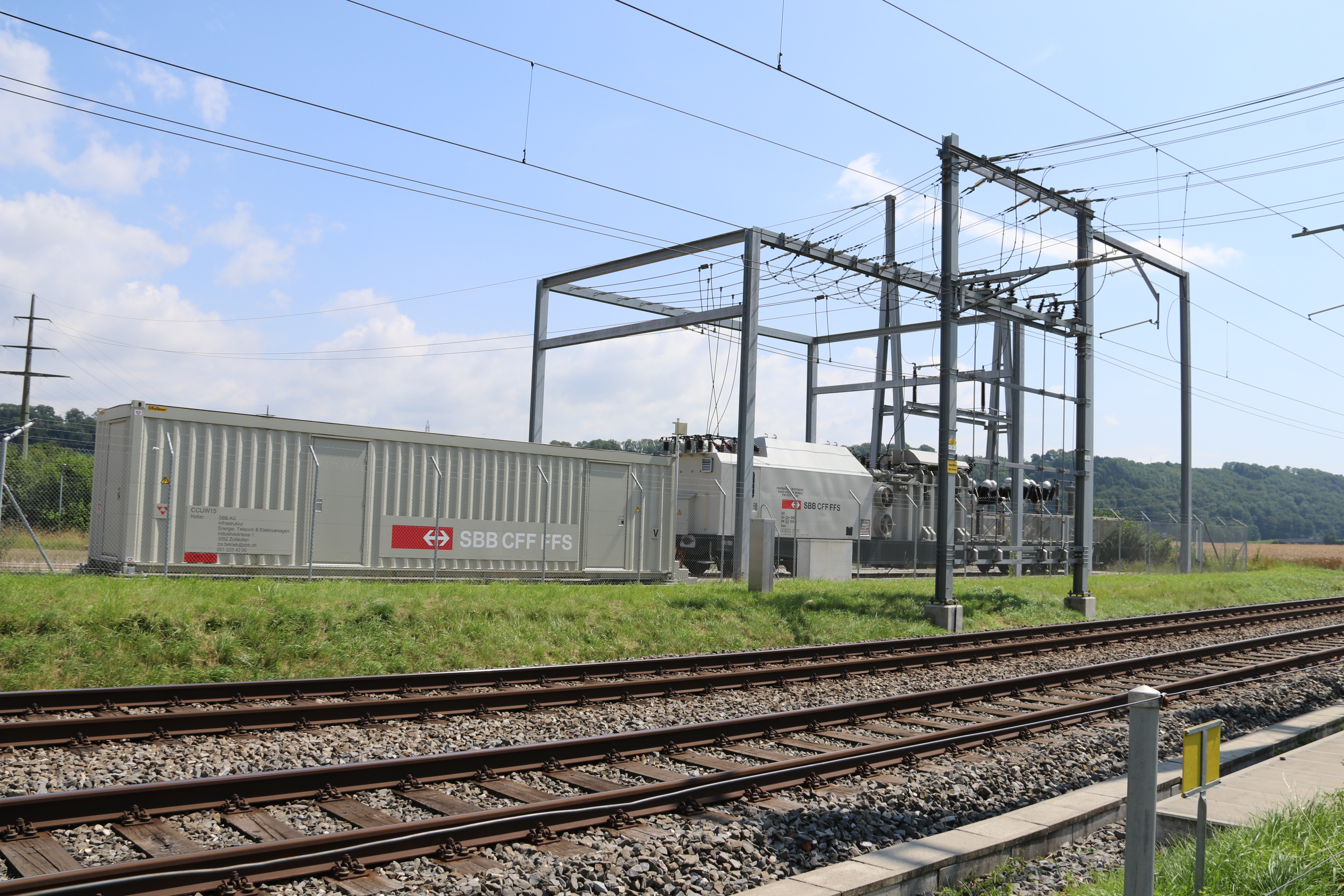
Fahrbares Unterwerk mit neuem Kommando-Container in Yverdon

Fahrbare Unterwerke werden insbesondere bei den Schweizerischen Bundesbahnen (SBB) häufig eingesetzt, da zahlreiche Bahnstromleitungen der SBB entlang von Bahnstrecken verlaufen. Weil die SBB ein eigenes Hochspannungsnetz mit einer Frequenz von 16,7 Hertz betreiben, umfasst ein fahrbares Unterwerk einen kombinierten Transformatorwagen mit Hochspannungsschaltanlage sowie einen zum Kommandowagen umgebauten Leichtstahlwagen mit den Steuerungseinrichtungen. Bei einigen festen Installationsplätzen wurden nur Transformatorenwagen angeschafft, der Kommandowagen wurde hier durch ortsfeste Steuerungsanlagen ersetzt.

### Geschichte
Für die flächendeckende Einführung in der Schweiz sprachen die Erkenntnisse, die aus den Schäden an den Bahnanlagen während des Zweiten Weltkrieges gezogen wurden. So stellte man fest, dass die elektrische Zugförderung nicht so stark betroffen war, wie vor dem Krieg in Militärkreisen vermutet worden war. So wurden im Allgemeinen keine Fahrleitungsanlagen beschädigt, oder wenn doch, waren diese Schäden schneller instand gesetzt als der meist mitbetroffene Oberbau. Als größte Schwachstelle für die elektrische Zugförderung im Kriegsfall wurden neben den Kraftwerken vor allem die Unterwerke erkannt. Erstens, weil sie als ortsfeste Anlage dem Gegner bekannt sind und somit ein vortreffliches Ziel für einen Angriff bieten. Zweitens, weil auch bei einem Teiltreffer normalerweise ein kompletter Ausfall des betroffenen Unterwerkes zu erwarten ist. Drittens, weil eine Reparatur eines Unterwerkes, vor allem wenn die Transformatoren beschädigt oder zerstört sind, sehr lange dauern kann. Somit kam man zum Schluss, dass mit fahrbaren Unterwerken dem Militär zumindest eine Notversorgung der elektrischen Zugsförderung garantiert werden konnte. Dadurch mussten dem Militär überdies keine großen Reserven an thermischen Triebfahrzeugen bereitgestellt werden. Anstelle von vielen betrieblich unnötigen Diesellokomotiven oder einer Revision der wenigen restlichen Dampflokomotiven der SBB, die am Ende ihrer Lebensdauer angelangt waren, setzte das Militärdepartement auf fahrbare Unterwerke, übernahm für die ersten die Mehrkosten gegenüber leistungsgleichen festen Unterwerken und beteiligte sich auch an der Beschaffung von Diesellokomotiven, wo dies militärische Bedürfnisse im Pflichtenheft vorgaben.
Die heute noch relevanten weiteren Vorteile liegen in der schnellen Aufbauzeit – es wird nur ein freies Abstellgleis mit Einspeisemöglichkeit in die Fahrleitung in der Nähe einer Übertragungsleitung benötigt – und wegen der Normung und Fahrbarkeit im schnellen Auswechseln eines defekten Transformators. Beim militärischen Einsatz könnte man zudem auf die heute auch bei den Transformatoren des fahrbaren Unterwerks vorgeschriebene Betonwanne als Grundwasserschutz verzichten. Durch den flexiblen Einsatz können fahrbare Unterwerke auch als Ersatz von festen Unterwerken bei Umbauten oder als Leistungsergänzung an Schwachpunkten dienen (anstelle eines noch zu bauenden festen Unterwerkes). In der Folge beschafften die SBB auf eigene Rechnung zusätzliche fahrbare Unterwerke, da sie dazu übergegangen waren, vor dem Bau eines festen Unterwerkes zuerst einmal an diesem Standort ein fahrbares Unterwerk einzurichten.
Die SBB beschafften zwischen 1968 und 1985 insgesamt 20 fahrbare Unterwerke in vier Bauserien, die alle auf achtachsigen Spezialwagen aufgebaut sind und einen fest zugeteilten vierachsigen Kommandowagen besitzen. Die ersten waren 1968 die beiden als fUW 68 bezeichnete fahrbare Unterwerke mit einer Leistung von 18 MVA (2005 ausrangiert). Dann folgten 1978 die vier fUW 78 mit 20 MVA Leistung, 1984 die vier fUW 84 mit 20 MVA Leistung, und zwischen 1992 und 1995 zehn fUW 92 mit 20 MVA Leistung.
Normalerweise sind 17 als Ersatz eines – geplanten, aber noch nicht existierenden – festen Unterwerkes fest im Einsatz. Nur eines ist als mobiles Ersatzunterwerk verfügbar bzw. dient selbst als Reserve für die anderen 17 im Einsatz befindlichen fahrbaren Unterwerke. Auf dem Übertragungsplan von 2012 waren an folgenden 15 Standorten fahrbare Unterwerke verplant; Gland, Croy, Yverdon, Roche, St. Leonard, Gamsen, Varzo I+II, Balerna, Rivera, Lavorgo, Flüelen, Rüti, Weinfelden, Etzwilen.
Ende 2014 wurden drei vierachsige Transformatorenwagen geliefert, die als 33-/16,5-kV-Verstärker an der Strecke nach Luino bei Cadenazzo, Ranzo Sant’Abbondio und Luino in Einsatz kommen. Auf dieser Strecke wird zukünftig das Autotransformatoren-Speiseprinzip von zwei Mal 16,5 kV angewendet, bei dem zwei gegenphasige 16,5-kV-Speiseleitungen an den Fahrleitungsmasten mitgeführt werden.
Ab 2015 wurden die Kommandowagen durch einen Container ersetzt, in dem die benötigte Sekundärtechnik untergebracht ist. Die letzten Kommandowagen wurden 2018 ausrangiert.

## Skandinavien
In Skandinavien sind die Unterwerke oft auch fahrbar ausgeführt. Anders als in Österreich und der Schweiz werden sie allerdings in festen Maschinenhallen eingesetzt. Auch die Hochspannungsschaltanlage ist dort fest installiert. Dadurch können der Transformator und der (meist rotierende) Umformer einfacher zur Revision geschickt werden. Es kann dadurch eine Unterbrechung eines Einspeisepunktes in der meist schon geschwächten Fahrstromversorgung (wegen weit auseinander liegender fester Unterwerke) vermieden werden, ohne dass die Anlagenteile doppelt vorhanden sein müssen.

## Vereinigtes Königreich

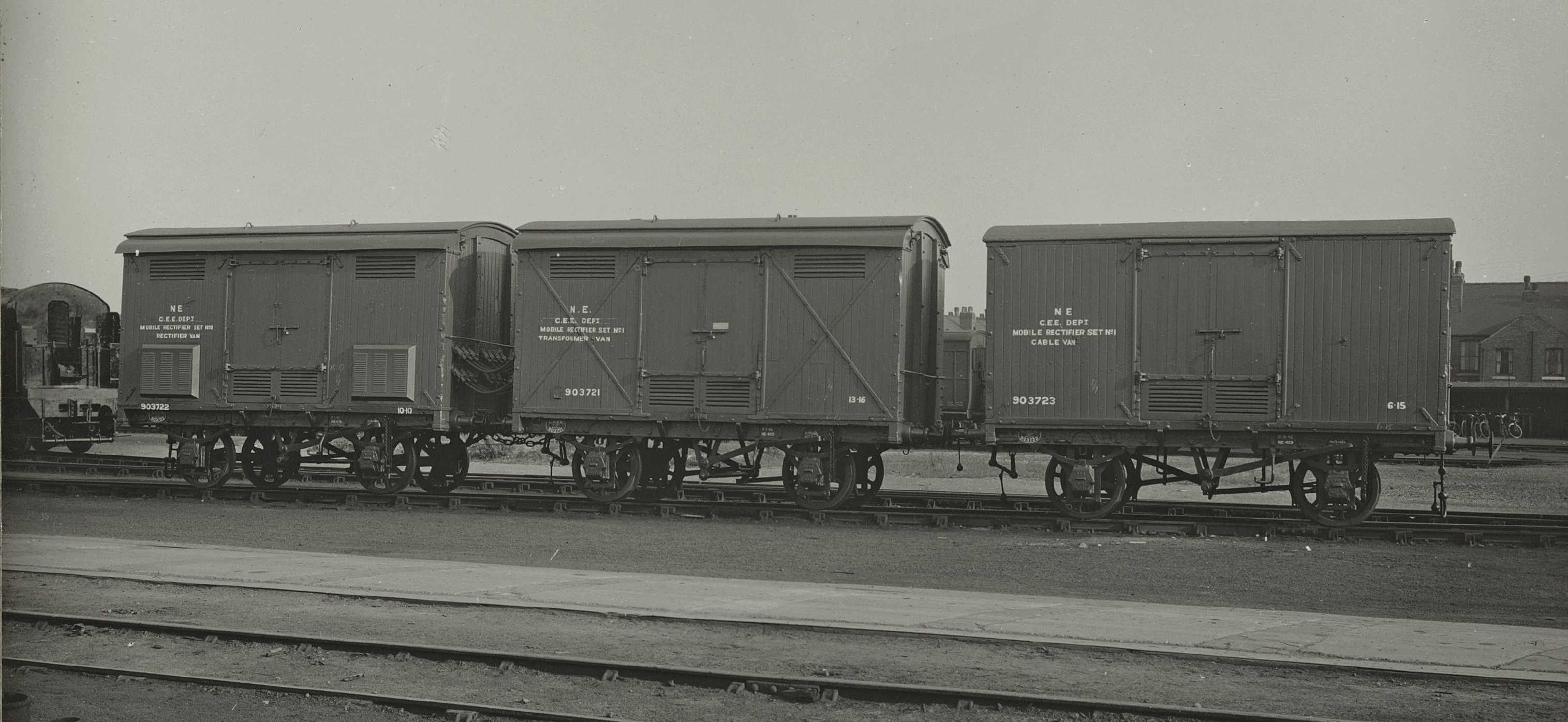
Dreiteiliges fahrbares Unterwerk

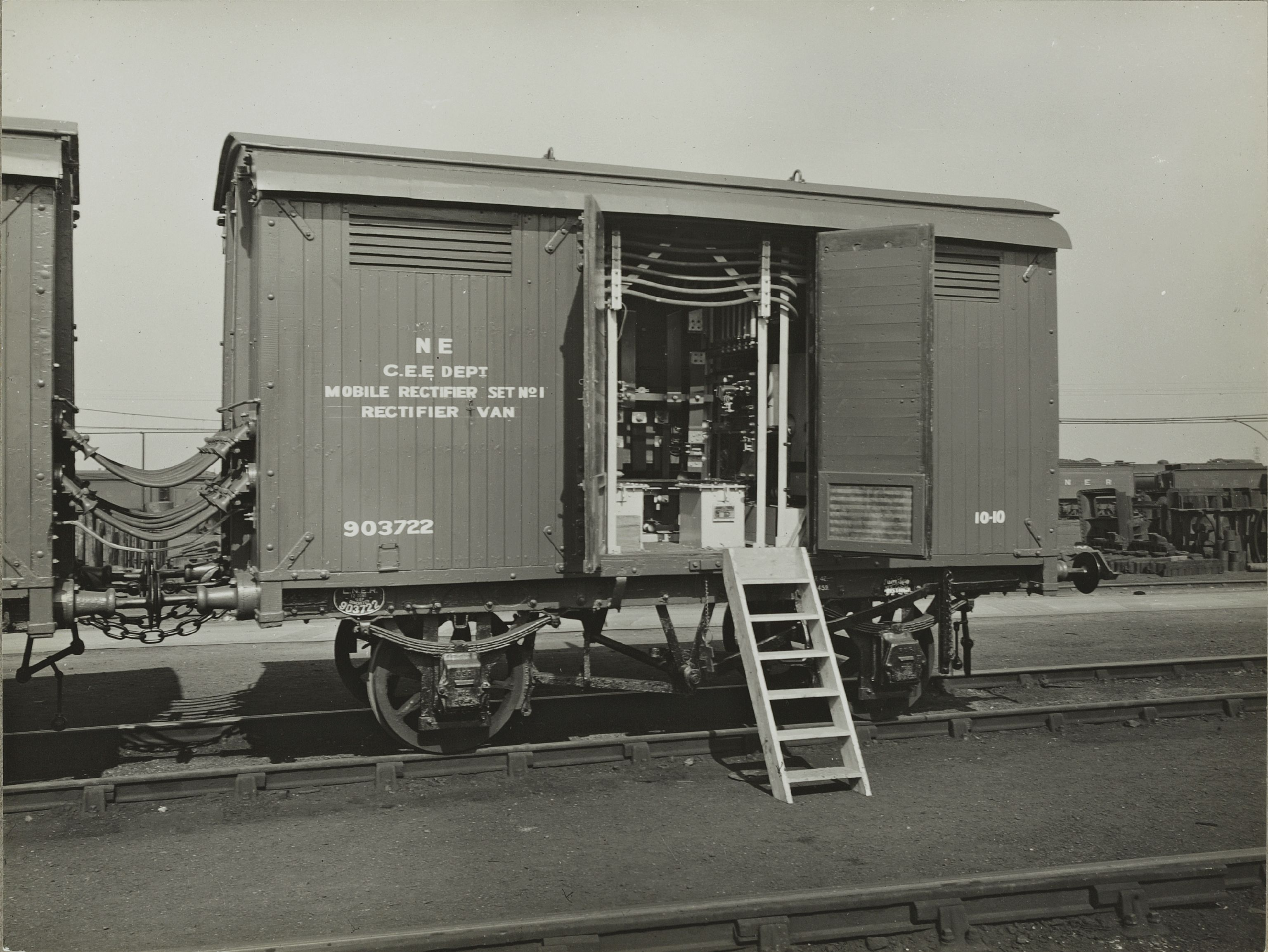
Transformatorwagen

In Großbritannien baute die London and North Eastern Railway 1943 mehrere fahrbare Einheiten, die aus jeweils drei umgebauten gedeckten Standardgüterwagen bestanden. Einem Gleichrichterwagen (Rectifier Van), einem Transformatorwagen (Transformer Van) und einem Kabelwagen (Cable Van). Wie lange diese Einheiten im Einsatz waren, ist nicht bekannt.